# Saborna crkva Svete Sofije u Velikom Novogorodu
58° 31′ 18″ N 31° 16′ 34″ E / 58.52167° С; 31.27611° И
Saborni Hram Svete Sofije (rus. Собо́р Свято́й Софи́и, odnosno Saborna crkva Svete mudrosti Božje) u Kremlju u Velikom Novgorodu je saborna crkva novgorodskog arhiepiskopa odnosno sedište Novgorodske eparhije pri Ruskoj pravoslavnoj crkvi.
Crkva je visoka 38 metara, sagrađena je od kamena i ima pet kupolastih tornjeva. Između 1045. i 1050. godine sagradio ju je novgorodski knez Vladimir Jaroslavič na mestu ranije crkve koju je u 10. veku bio sagradio Joakim Korsunijan. Uz izuzetak crkava u Šoani i Arhizu, predstavlja najstariju crkvu u Rusiji koja je i danas u upotrebi.
Od 12. do 15. veka je bila duhovno i kulturno središte Novgorodske republike, a teško je stradala u Drugom svetskom ratu. U sovjetsko doba je bila muzej, da bi 1991. bila vraćena Ruskoj pravoslavnoj crkvi. Kao deo starog grada Velikog Novgoroda, 1992. godine ušla je na Uneskovu listu svetske baštine.
Na zapadnom ulazu u crkvu se nalaze znamenita Magdeburška bronzana vrata.

## Grobovi
U crkvi Svete Sofije su smešteni grobovi svete Ane od Novgoroda, Vladimira Jaroslaviča, Luke Šiđate i Jovana Novgorodskog.

## Literatura
- Богуславский, Владимир Вольфович (2001). Славянская энциклопедия. Киевская Русь – Московия: в 2 т. Т.2 Н-Я. ОЛМА Медиа Групп. стр. 409—410. ISBN 978-5-224-02251-9.
- (језик: немачки) Willibald Sauerländer: Die Bronzetür von Nowgorod. R. Piper & Co, Minhen 1963